# Chicho Ibáñez Serrador
Narciso Ibáñez Serrador (Montevideo, 4 de julio de 1935- Madrid, 7 de junio de 2019), más conocido como Chicho Ibáñez Serrador o Luis Peñafiel (el seudónimo con el que firmaba sus guiones), fue un director de cine y realizador de televisión, director teatral, actor y guionista uruguayo-español.
A lo largo de su vida, destacó por su contribución al cine fantástico y de terror en idioma español, así como por los numerosos programas que dirigió para Televisión Española, entre los que destacan Historias para no dormir, Historia de la frivolidad y Un, dos, tres... responda otra vez, entre otros. Era un reconocido admirador de Alfred Hitchcock, de quien intentó seguir sus pasos, según él mismo confesó.

## Biografía

### Infancia y formación
Narciso Ibáñez Serrador nació en 1935 en Montevideo; fue el único hijo del matrimonio formado por el director y actor teatral Narciso Ibáñez Menta y la actriz Pepita Serrador. Por línea paterna era nieto de Narciso Ibáñez Cotanda y Consuelo Menta Ágreda, una pareja española que tenía una compañía de variedades, y que se trasladó a Argentina en la década de 1920. Pasó toda su infancia en América Latina acompañando a sus padres durante sus giras teatrales, y con 8 años realiza su primer papel doblando, para todo el mundo hispanohablante, al conejo Tambor en la película de Walt Disney Bambi.
Sus padres se divorciaron cuando él apenas contaba con cinco años, y aunque siempre mantuvo una buena relación con su padre, vivió con su madre, con la que se trasladó a España en 1947, para estudiar el bachillerato en los Hermanos de La Salle, en Salamanca.
Ibáñez Serrador estuvo marcado en su infancia por la púrpura hemorrágica, una enfermedad que le impedía jugar con otros niños y practicar deporte, lo que lo convirtió en un muchacho solitario. La profesión de sus padres aumentó aún más su aislamiento, pues solían ausentarse al estar frecuentemente de gira. Su única opción de compañía fueron los libros. Entre sus escritores favoritos se encontraban Edgar Allan Poe y Ray Bradbury, que luego tendrían una gran influencia en su producción televisiva; en el cine, su principal influencia sería Alfred Hitchcock.
Ibáñez Serrador recuerda a su madre como una mujer poco dada a las muestras de afecto, pero preocupada por su formación, que le introdujo en el mundo del teatro desde cero: primero como acomodador, luego como taquillero, posteriormente realizando algunos papeles, hasta finalmente llegar a realizador. También trabajó como actor, iniciándose en 1950 con un pequeño papel en Filomena Marturano, dirigida por Luis Mottura.
Sin embargo, a principio de los años 50 dejó de lado su incipiente carrera en el teatro y se marchó a Egipto, atraído por el país y por una chica que había conocido, donde sobrevivió seis meses realizando diferentes trabajos no cualificados.

### Inicios profesionales (1957-1966)
La carrera profesional de Ibáñez Serrador se había iniciado escribiendo novelas radiofónicas y con el estreno teatral de su primera comedia Obsesión, que siempre firmaba bajo el pseudónimo “Luis Peñafiel”. No obstante, su despegue profesional tuvo lugar a su regreso a Argentina, donde empezó a trabajar en televisión de la mano de su padre, que en los años previos había desarrollado una firme carrera en el cine argentino. Aunque realizó algunos trabajos como actor, pronto se distinguió por sus guiones y adaptaciones, como los realizados para Teatro universal en un acto (1957). Tras estos inicios siguieron numerosos guiones televisivos, como Historias para mayores (1957, 1960), El fantasma de la ópera (1960) o Arsenio Lupin (1961), aunque sobre todo destacando su primera serie de terror, Obras maestras de terror (1960-1962), si bien el frenético ritmo de trabajo de la televisión argentina le fue desencantando, pues el producto final no poseía la calidad que le habría gustado. También destacó como un pionero de la ciencia ficción en la televisión con su serie Mañana puede ser verdad.
Finalmente regresó a España en 1963, con 28 años, dirigiéndose a TVE (que en aquellos años era la única cadena de televisión del país), y enseguida consiguió un trabajo al mostrar algunas de las producciones que había realizado en Argentina. Sus primeros trabajos mezclarían, de hecho, los dos mundos que conocía: el teatro y la televisión, y es que consistieron en adaptaciones de piezas clásicas para el programa Estudio 3 (1964). También realizó guiones de series La puerta cerrada (1964) y La historia de San Michele (1964), recuperando además la serie Mañana puede ser verdad (1965).
A su regreso a España también siguió vinculado al teatro, estrenando su obra Aprobado en castidad (que la censura obligó a renombrar como Aprobado en inocencia), que él mismo interpretó junto a su madre poco antes del fallecimiento de esta, sucedido en 1964 a causa del cáncer.

### Historias para no dormiry el origen delUn, dos, tres(1966-1975)
El nombre de Ibáñez Serrador comenzó a ganar fuerza en TVE en 1966. Si en sus trabajos anteriores ya había demostrado su talento, fue a partir de este año cuando demostró todo su potencial con la serie Historias para no dormir, donde ofrecía relatos de terror que, independientemente de que dieran más o menos miedo, resultaron un revulsivo en la España de la dictadura. Y es que, pese a la censura, que vigilaba que los programas de televisión fuesen aptos para toda la familia, la capacidad de Ibáñez Serrador para sugerir sin mostrar permitió que las historias poseyeran una gran calidad. El programa llegaría a contar con tres temporadas y gozaría de numerosas reposiciones, y uno de sus capítulos, “El asfalto” (basado en un relato de Carlos Buiza) le valió Ibáñez Serrador ganar la Ninfa de Oro al mejor guion en el Festival de Televisión de Montecarlo de 1967; era el primer galardón internacional tanto del realizador como de la propia TVE.
Con un mayor reconocimiento por parte de la televisión pública, en 1967 realiza y escribe junto a Jaime de Armiñán el programa especial de humor Historia de la frivolidad, interpretado por Irene Gutiérrez Caba. En TVE se esperaba que el programa ganara nuevos premios internacionales y ayudase a blanquear la imagen de España, que seguía bajo un régimen dictatorial. Sin embargo, la censura se negó a su emisión, lo que suponía un problema: el programa no podía competir en el exterior si previamente no había aparecido en televisión, lo que se solucionó con una emisión sin anunciar y pasada la medianoche. Pese a ello, el éxito entre la crítica fue enorme y se convirtió en la producción más premiada de la historia de TVE, obteniendo la Ninfa de Oro (Montecarlo), la Rose d'Or (Suiza), la Targa d´Argento (Italia) e incluso el premio de la Asociación Católica Internacional.
El aumento de la popularidad de Ibáñez Serrador se hizo notorio, y buscó capitalizar dicho éxito con la fundación en 1970 PROINTEL S.L., la primera productora independiente de televisión creada en España, lo que le facilitaría la realización de sus proyectos.
Pese a estos éxitos en televisión, el realizador también encuentra tiempo para desarrollar otros proyectos alejados de la pequeña pantalla, dirigiendo la película de terror La residencia (1969) y estrenando la comedia teatral El agujerito.

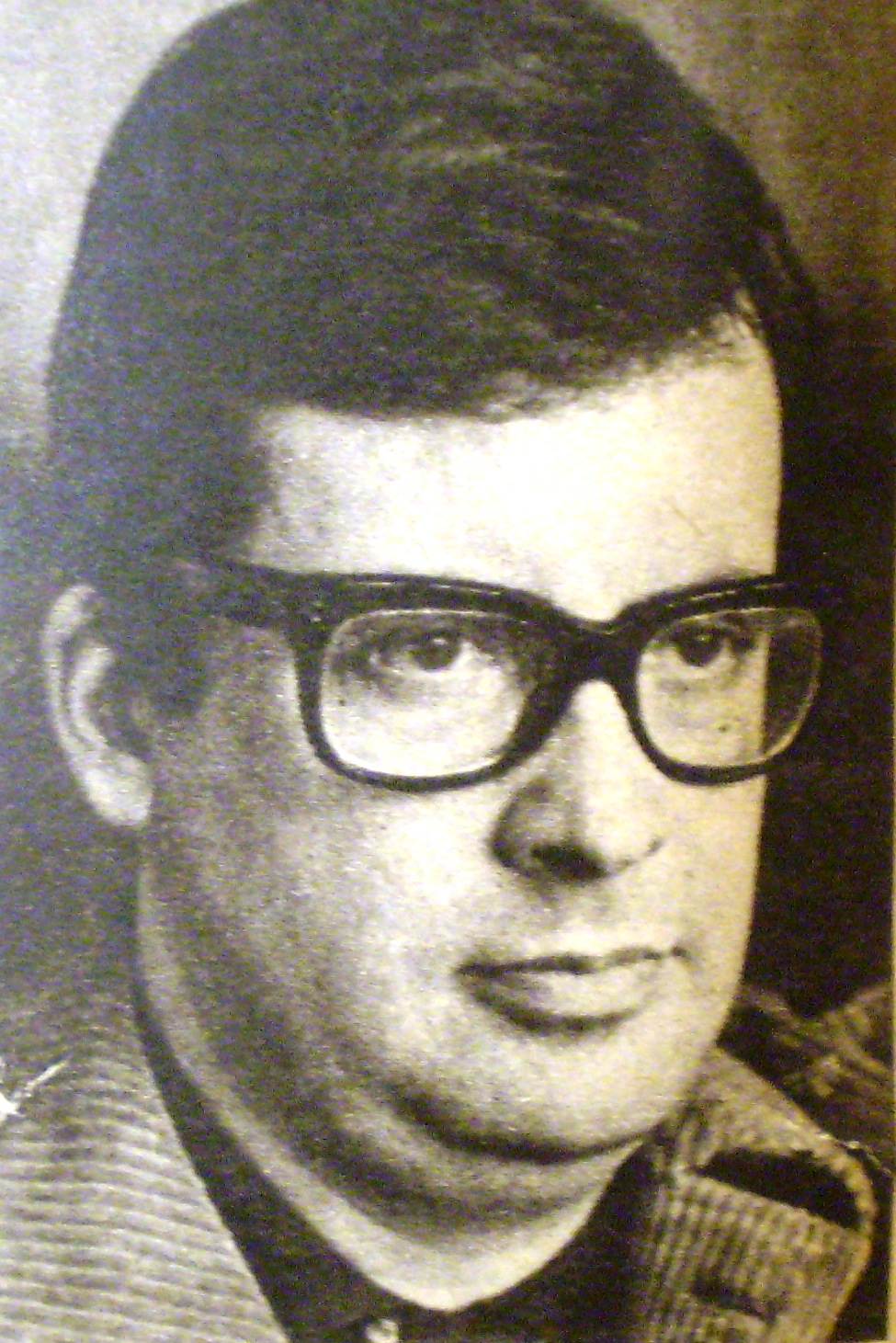
Ibáñez Serrador c. 1972

Con todo, su mayor éxito no iba a provenir ni del cine ni del teatro, sino nuevamente de la televisión, donde en 1972 desarrolla un concurso televisivo que revolucionará la pequeña pantalla española: el Un, dos, tres. La idea no partió de Ibáñez Serrador, sino de la propia TVE, que había recibido críticas por la escasez de contenidos culturales y quería que el premiado realizador ideara un espacio moderno pero que no chocase con la censura.
A Ibáñez Menta no le hizo mucha gracia que su hijo realizara un concurso televisivo: tras el éxito obtenido en los años previos, aquello le parecía un paso atrás. Es por eso que Ibáñez Serrador decidió que su nombre no apareciera en los créditos del programa, y solo cuando este demostró ser un éxito incluyó al inicio un curioso mensaje: “Y si algo falla el responsable es... Narciso Ibáñez Serrador”.
Era un programa que mezclaba el formato clásico de concurso televisivo con el espectáculo de variedades, dando lugar a un espacio donde cabía todo. De hecho, su principal característica era la capacidad de sorprender, tanto por su espectacularidad como por el hecho de que se produjeran giros inesperados, algo que no era común en el rígido modelo televisivo de aquellos años. El presentador era el peruano Kiko Ledgard, que iba acompañado por una serie de azafatas cuyo aspecto debían resultar atrayentes tanto al público masculino como al femenino, y todo ello sin despertar las iras de la censura, con la que el programa llegó a tener algunos problemas.
El éxito en Un, dos, tres... precipitó el ascenso de Ibáñez Serrador al cargo de Director de Programas de RTVE en 1974, aunque era un puesto de gestión que no casaba con su vocación, por lo que se limitó a poner fin a la figura del censor (a partir de ese momento los productores usarían el sentido común, no los dictados de un funcionario) y a las pocas semanas presentó su dimisión. Durante ese tiempo, compaginó el éxito de Un, dos, tres... con nuevas adaptaciones de novelas como El televisor, interpretada por su padre, o la serie radiofónica Historias para imaginar para Radio Nacional de España. En 1976 rodó la película de terror ¿Quién puede matar a un niño?, basada en la novela de Juan José Plans El juego de los niños, que fue estrenada internacionalmente, y que pese a no tener especial éxito en su momento, con los años iba ganando un público creciente, hasta convertirse en un título reverenciado.

### Consolidación delUn, dos, tres(1976-1988)

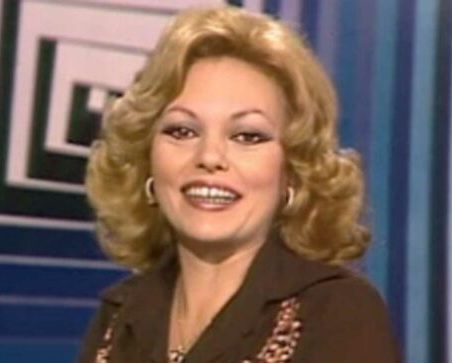
Mayra Gómez-Kemp presentadora de Un, dos, tres entre 1982 y 1988

Durante la Transición española, Ibáñez Serrador decidió volver con una segunda etapa del Un, dos, tres, que abarcaría de 1976 hasta 1978, y que volvería a contar con Kiko Ledgard al frente del programa. Se contó con un nuevo elenco de azafatas, entre las que se encontraba una joven Victoria Abril que aún no había hecho carrera en el cine. El programa, como en la etapa anterior, empleó a muchos humoristas desconocidos por el gran público, que alcanzaron notoriedad gracias a su participación en el este espacio.
Muchos de esos programas, como Mis terrores favoritos o una nueva temporada de Historias para no dormir, se emitieron en la segunda cadena de TVE, que por entonces cosechaba una audiencia menor. 
De hecho, los problemas para continuar produciendo Historias para no dormir le hacen regresar con una nueva etapa  del Un, dos, tres (1982-1988). En esta nueva andadura fue necesario buscar un sustituto para Ledgard, llegando a barajarse como presentador a un jovencísimo Emilio Aragón, si bien se terminó por elegir a una actriz que había aparecido varias veces en la etapa anterior del programa, Mayra Gómez Kemp, siendo la primera mujer en dirigir un programa de esas características. Entre los cambios también estuvo un nuevo papel para las azafatas, que perdieron el papel decorativo de etapas anteriores para participar más activamente en el programa. El mayor peso de las mujeres se vio incluso en los guiones, pues entre los guionistas no solo había nombres como Fernando León de Aranoa o Joaquim Oristrell, sino que también se hallaba a Emma Ozores.
Esta versión del Un, dos, tres consiguió en sus mejores momentos 24 millones de espectadores en un país donde habitaban 37 millones de personas. Su éxito animó a que se exportase al extranjero, instalándose en países como Portugal (llamado Um, dois, três, duró de 1984 hasta 2004), Países Bajos (De 1-2-3 show, 1983-1986) o Alemania (Die verflixte sieben, 1984-1987). En Reino Unido (Three, Two, One, 1978-1988) atraía a 12 millones de espectadores semanalmente.

### Nuevos proyectos:Waku Waku,Hablemos de sexo yEl semáforo(1989-2002)
Tras varios años intensos de Un, dos, tres, Ibáñez Serrador decidió darle un parón al programa y crear nuevos formatos. El primero de ellos fue Waku Waku, presentado por Consuelo Berlanga, que apareció en 1989. Estaba centrado en el mundo animal, y en él se hablaba ya sobre el peligro de la extinción de especies, un tema que aún no era común hablar en los grandes medios de masas. El programa se retomaría en 1998 bajo la presentación de Nuria Roca, y se mantendría en antena hasta 2001.
Hablemos de sexo fue otro programa rompedor, que llegó a los televisores en 1990 en una España en la que la democracia ya estaba consolidada, pero donde la mentalidad aún no había terminado de cambiar y en la que hablar de sexo en televisión seguía estando mal visto. Sin embargo, el enfoque didáctico que le dio la presentadora, Elena Ochoa, garantizó su aceptación.
El éxito de estas propuestas no impidió que Ibáñez Serrador regrasara al Un, dos, tres una vez más entre 1991 y 1994, aunque en esta ocasión sustituiría a Gómez Kemp, primero por una pareja de presentadores, Jordi Estadella y Miriam Díaz-Aroca, y luego por Josep María Bachs. Pese a competir con diversas cadenas privadas que habían ido apareciendo en los años previos, el programa siguió gozando de una gran popularidad, con una media de 10 millones de espectadores cada semana.
Tras dirigir el programa de sucesos Luz roja, Ibáñez Serrador aportaría su última invención para TVE, una adaptación del programa italiano La Corrida (de Canale 5) que se bautizó como El semáforo  presentado por Jordi Estadella, cuya existencia se prolongó de 1994 hasta 1997, y en el que el público se convertía en jurado al valorar a un artista novel con sus aplausos o con una cacerolada.
Tras haber centrado las últimas décadas de su vida a la televisión, Ibáñez Serrador hizo un parón para retomar el teatro. De este modo, en 2001 recuperó su obra Aprobado en castidad (escrita en 1952 como Luis Peñafiel), donde apareció figuró como actor y director. Al año siguiente ganó el Premio Lope de Vega de teatro con la obra El águila y la niebla. Historia clínica en dos partes, protagonizada por Luis Merlo y Paula Sebastián.

### Últimos trabajos:Jimanji Kanana,Un, dos, tresyMemoria de elefante(2003-2008)
A partir de 2003 Ibáñez Serrador recuperó algunas de sus creaciones previas, como Waku Waku, rebautizada en esta ocasión como Jimanji Kanana (2003) y presentado por Rosa García Caro. El regreso más esperado fue, no obstante, la última etapa de Un, dos, tres (2004), en esta ocasión con la coletilla ¡...a leer esta vez! y centrado en el fomento a la lectura. Sin embargo, el regreso del icónico programa no terminó de funcionar, en parte porque no logró cautivar a las nuevas generaciones, en parte porque los cambios de la fórmula tradicional no convencieron al público veterano.
En 2005 la cadena privada Telecinco le pidió la grabación de varias películas de televisión bajo el título Películas para no dormir, para las que Chicho contó con directores como Álex de la Iglesia o Enrique Urbizu entre otros. Sin embargo, la cadena no se decidió a emitirlas hasta 2007, y el espacio fue relegado a las pocas semanas a los canales de TDT del grupo. Anteriormente, las películas habían sido publicadas en un pack de DVD.
Su última creación fue Memoria de elefante (2003-2008), un programa presentado por Patricia Pérez y poco conocido por haber sido emitido por la cadena autonómica Castilla-La Mancha TV. Era un concurso de 25 minutos de duración en el que los concursantes aparecían montados en un gran elefante y vestidos al estilo Las mil y una noches, teniendo que asociar imágenes ayudándose de su memoria.

### Años finales (2009-2019)

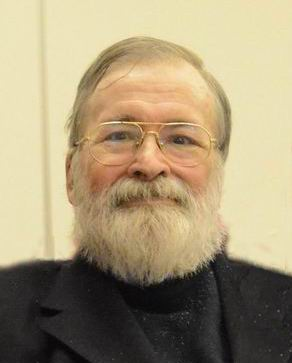
Ibáñez Serrador en 2012

En sus últimos años de vida, Ibáñez Serrador se vio afectado por una enfermedad degenerativa que le hizo perder movilidad, requiriendo de una silla de ruedas para desplazarse. Pese a haber sido una persona locuaz, la enfermedad le había dificultado el habla.
Residía en su casa de Somosaguas, una lujosa urbanización al noroeste de Madrid, donde vivía completamente retirado del trabajo. Seguía disfrutando de la lectura, pero se había refugiado en los textos que ya conocía: “Me gusta lo conocido para encontrar giros que me habían pasado inadvertidos. Estoy en una época decadente”. Las dificultades para moverse también le hacían pasar muchas horas frente al televisor.
Pese a su enfermedad, intentó acudir a los diversos premios y homenajes que se le realizaron. De este modo, en 2009 fue homenajeado en la Seminci de Valladolid, acto al que acudió personalmente, y por el Festival de Cine de Alicante por su contribución en el cine fantástico y de terror. En 2010, fue galardonado por el Ministerio de Cultura con el Premio Nacional de Televisión en reconocimiento a toda su trayectoria. En 2016 reapareció en el programa Late motiv de Andreu Buenafuente para dar una sorpresa al director de cine de terror Juan Antonio Bayona. Un año después, Ibáñez Serrador participó en el programa de TVE Imprescindibles: Historias para recordar, que giraba en torno a su trayectoria. Su último acto público tuvo lugar en febrero de 2019, al recibir el Goya de Honor que otorga la Academia de Cine, pero su estado de salud le impidió acudir a Sevilla, donde se realizaba la ceremonia, realizándose un acto especial en Madrid, que sirvió también como su despedida de la vida pública.
Sus restos mortales descansan en Granada, enterrados junto a los de su madre.

### Estilo
Pese a ser más conocido por su trabajo en televisión, la influencia teatral de Ibáñez Serrador fue clave, aplicando a la televisión mucho de lo que había aprendido realizando teatro. Creía que un buen programa no solo debía ser atrayente, también tenía el deber de contar algo.
Su amplia experiencia en todo tipo de trabajos en el teatro le dio un conocimiento muy amplio y diverso del mundo del espectáculo, y eso le llevó a ser muy perfeccionista, y por ello, pese a ser una persona generalmente descrita como afable y agradable en el trato, en los ensayos era muy duro y exigente. Miriam Díaz-Aroca, que trabajó con él en el programa "Un, dos, tres" señalaba su gran talento, pero también su parte más oscura: “Tenía ese lado malévolo. Tenía esa psicología que él utilizaba de que si te ponía al límite tú ibas a crecer y dar lo mejor de ti. Pero no todo el mundo sabe estar al límite”.
Este conocimiento del mundo del espectáculo también le hizo tener muy claro qué quería. Eso condujo a un estilo de dirección era muy personal, tomando él todas las decisiones y no delegando en nadie, de ahí su necesidad de aparcar temporalmente programas como Un, dos, tres para desconectar de todo y recuperar fuerzas.
Pese a que la mayor parte de su carrera la desarrolló en democracia, sus primeros años en TVE estuvieron marcado por la censura y la necesidad de evitarla. Ibáñez Serrador jugó a cumplir sus normas al mismo tiempo que, de forma disimulada, introducía mensajes y guiños que generalmente escapaban a la supervisión de los censores. El propio realizador recuerda que la censura española “no entendía mucho de metáforas. Era una censura torpe que solo castigaba lo evidente”. Con todo, tuvo duros enfrentamientos con el censor de TVE, y en 1974 consiguió que se prescindiera de dicha figura.
A la hora de definirse, se sentía cómodo tanto como un hombre del teatro como de la televisión o del cine; de hecho, sentía que este último medio lo había trabajado menos debido a las limitaciones que tuvo, no a la falta de interés: “Hice el cine que me dejaron”. Buscaba hacer aquello que le interesaba y motivaba, convencido de que “es una barbaridad moverse por dinero. Hacer las cosas por dinero da siempre resultados feos”.

### Influencia
La influencia de Ibáñez Serrador ha sido enorme no solo en televisión, sino también en el cine, y ha sido reconocida públicamente por profesionales como Álex de la Iglesia, Alejandro Amenábar y Juan Antonio Bayona. Pese a ello, Ibáñez Serrador no se sentía del todo cómodo con la idea de ser mentor de las nuevas generaciones: “Siempre me negué al título de maestro, me parecía excesivo. No fui consciente de lo que hacíamos, probablemente porque con el trabajo estaba cansado”.
El escritor Sergio del Molino lo ha comparado con Orson Wells y con Alfred Hitchcock, tanto por la calidad de su producción como por la forma “descarada y libre de prejuicios” en la que afrontaban el trabajo, creando obras que eran vanguardistas y, al mismo tiempo, grandes éxitos populares.

### Vida personal
Su primera esposa fue Adriana Gardiazábal, con la que estuvo casado entre 1959 y 1961. En su último año de matrimonio, Gardiazábal ganó el premio de Miss Argentina, tras el cual comenzó una carrera como actriz. Posteriormente, tras su regreso a España, tuvo una relación con la actriz Susana Canales, con la que también montó una compañía teatral.
Su segundo matrimonio se celebró en 1974, en esta ocasión con Diana Nauta, a la que había conocido en el programa Un, dos, tres, y con la que tuvo dos hijos, Josefina Agnes y Alejandro. Se divorciaron en 1994.
También tuvo una relación sentimental con Lorena Martínez, que apareció en varios programas de la década de 1990 de  Un, dos, tres.

## Filmografía

### Cine
- La residencia (1969) (Director)
- ¿Quién puede matar a un niño? (1976) (Director)

### Televisión (Argentina)
- Cuentos para mayores (Serie, 1957, 1960)
- Rasputín (Película, 1958)
- Ligeia (Película, 1959)
- Berenice (Película, 1960)
- El hombre que cambió de nombre (Película, 1960)
- Obras maestras del terror (Serie, 1960, 1962)
- La figura de cera (Serie, 1960)
- El fantasma de la ópera (Serie, 1960)
- Ceremonia secreta (Serie, 1960)
- Arsenio Lupin (Serie, 1961)
- Mañana puede ser verdad (Serie, 1962)
- Un hombre encantador: las aventuras de Landrú (Serie, 1962)
- El hombre que comía pecados (Serie, 1962)
- El trapero (Película, 1974)
- La pesadilla (Película, 1974)
- El regreso (Película, 1974)
- La zarpa (Película, 1974)

### Televisión (España)
- Estudio 3 (Serie, 1963-1964)
- Mañana puede ser verdad (Serie, 1964-1965)
- La historia de San Michele (Serie, 1964)
- Historias para no dormir (Serie, 1966-1968 y 1982)
- Historia de la frivolidad (Programa especial, 1968)
- Aprobado en inocencia (Estudio 1, 1968)
- El premio (Serie, 1968-1969)
- El águila tatuada (Programa especial, 1969)
- Luz de gas (Teatro de misterio, 1970)
- El guion (Programa especial, no emitido, 1971)
- Un, dos, tres... responda otra vez (Concurso, 1972-1973, 1976-1978, 1982-1988, 1991-1994)
- La gente quiere saber (Programa de entrevistas, 1973)
- A su aire (Musical, 1974)
- Noche de cine (Espacio de cine, 1974)
- El televisor (Película, 1974)
- Mis terrores favoritos (Espacio de cine, 1981-1982, 1994-1995)
- Waku Waku (Concurso, 1989, 1998-2001)
- Hablemos de sexo (Programa, 1990)
- Luz roja (Programa, 1994)
- El semáforo (Concurso, 1995-1997)
- Jimanji Kanana (Concurso, 2003)
- Un, dos, tres... a leer esta vez (Concurso, 2004)
- La culpa (Película, 2006)
- Memoria de elefante (Concurso, 2003-2007)

## Premios
- Medallas del Círculo de Escritores Cinematográficos[31]

| Año  | Categoría              | Película      | Resultado |
| ---- | ---------------------- | ------------- | --------- |
| 1969 | Premio Antonio Barbero | La residencia | Ganador   |

- Premio Ondas (1964-1969-1972-1990)
- Premio Ninfa de Oro (1967)
- Antena de Oro (2000)
- Premio Lope de Vega (2000)
- Premio Iris Toda una vida (2001)
- Medalla de Oro al Mérito en las Bellas Artes (2002)
- Premio Ondas de Oro (2003)
- Premio Nacional de Televisión (2010)
- Premio Feroz de Honor (2017)
- Premio Maestro del Fantástico (2017)
- Premio Goya de Honor 2019